# Anisopleura zhengi
Anisopleura zhengi – gatunek ważki z rodziny Euphaeidae.